# Zemendorf-Stöttera
Zemendorf-Stöttera è un comune austriaco di 1 302 abitanti nel distretto di Mattersburg, in Burgenland. È stato istituito nel 1939 con la fusione dei comuni soppressi di Stöttera (fino al 1926 "Stöttern") e Zemendorf; capoluogo comunale è Zemendorf. Tra il 1971 e il 1991 è stato unito al comune di Pöttelsdorf.